# 乙酸丁铵
乙酸丁铵或丁胺乙酸盐是一种有机盐，由质子化的正丁胺阳离子和乙酸根阴离子构成，化学式为C4H12N+C2H3O2−，由于其熔点较低，可用作离子液体。

## 制备
乙酸丁铵可由乙酸和丁胺于室温反应得到：
C4H11N + CH3COOH → C4H12N+C2H3O2−